# Николај Заболоцки
Николај Алексејевич Заболоцки (рус. Николай Алексеевич Заболоцкий; Казањ, 7. мај 1903 — Москва, 14. октобар 1958) је био руски песник. До 1938. године објавио је две збирке (Ступци, 1929; Друга Књига, 1937). Најзначајнија му је прва, са кошмарним, гротескним светом чудног реда ствари. Гротеска, фигуре сна, противрационалност, преточени у дечје виђење света и надреалистичку слику, јављају се у поемама (Тријумф земљорадње, 1933). У песмама објављеним после 1948. године губи се хиперболична гротеска и иронија и претеже филозофски пејзаж.